# Вакуум-аспірація

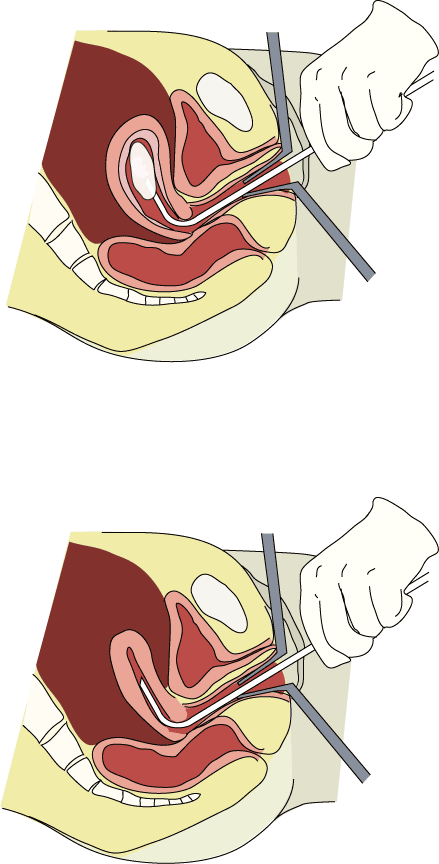
Схема процедури ручної вакуум-аспірації на 8 тижні вагітності

Ва́куум-аспіра́ція, ва́куум-екскохлеа́ція, або мі́ні-або́рт (від лат. vacuum, дос. «пустот» і aspiratio — «вдихання», лат. excochleatio — «вичерпування») — евакуація вмісту порожнини матки через пластикову або металічну канюлю, приєднану до вакуумного насосу.
Вакуум-аспірація є менш травматичною операцією, порівняно з вишкрібанням порожнини матки, оскільки супроводжується меншим пошкодженням стінки матки та меншою крововтратою.
Розрізняють ручну та електричну вакуум-аспірацію.
Електрична вакуумна аспірація (ЕВА) передбачає використання електричного вакуумного насосу.